# Julia Spencer-Fleming
Pour les articles homonymes, voir Spencer et Fleming.
Julia Spencer-Fleming, née le 26 juin 1961 à Plattsburgh dans l'État de New York aux États-Unis, est une femme de lettres américaine, auteure de roman policier.

## Biographie
En 2002, elle publie son premier roman, In the Bleak Midwinter pour lequel elle est lauréate en 2003 dans la catégorie meilleur premier roman du prix Macavity, de le prix Anthony, du Dilys Award et du Barry Award.
C'est le premier volume d'une série dans laquelle elle met en scène les personnages de Clare Fergusson, ancien militaire pilote d'hélicoptère devenu prêtre épiscopal et de Russ Van Alstyne, policière.
En 2006, elle publie la cinquième histoire de cette série, All Mortal Flesh pour laquelle elle est lauréate en 2007 du prix Nero et du Gumshoe Awards (en).

## Œuvre

### Romans

#### SérieClare Fergusson et Russ Van Alstyne
- In the Bleak Midwinter (2002)
- A Fountain Filled with Blood (2003)
- Out of the Deep I Cry (2004)
- To Darkness and to Death (2005)
- All Mortal Flesh (2006)
- I Shall Not Want (2006)
- One Was a Soldier (2011)
- Through the Evil Days (2013)
- Hid from Our Eyes (2020)

## Prix et distinctions

### Prix
- Prix Macavity 2003 du meilleur premier roman pour In the Bleak Midwinter[1]
- Prix Anthony 2003 du meilleur premier roman pour In the Bleak Midwinter[2]
- Prix Dilys 2003 du meilleur roman pour In the Bleak Midwinter[3]
- Prix Barry 2003 du meilleur premier roman pour In the Bleak Midwinter[4]
- Prix Nero 2007 pour All Mortal Flesh[5]
- Gumshoe Awards (en) 2007 du meilleur roman pour All Mortal Flesh

### Nominations
- Prix Anthony 2005 du meilleur roman pour Out of the Deep I Cry[6]
- Prix Edgar-Allan-Poe 2005 du meilleur roman pour Out of the Deep I Cry[7]
- Prix Agatha 2006 du meilleur roman pour All Mortal Flesh[8]
- Prix Anthony 2007 pour All Mortal Flesh[9]
- Prix Macavity 2007 du meilleur roman pour All Mortal Flesh[1]
- Prix Agatha 2008 du meilleur roman pour I Shall Not Want[8]
- Prix Agatha 2013 du meilleur roman contemporain pour Through the Evil Days[10]